# مکس کندی
مکس کندی (انگلیسی: Max Kennedy؛ زادهٔ ۱۱ ژانویهٔ ۱۹۶۵) وکیل و نویسنده اهل ایالات متحده آمریکا است.
او نهمین فرزند سناتور سابق ایالات متحده رابرت اف. کندی و اتل کندی است و برادرزاده جان اف. کندی رئیس‌جمهور سابق ایالات متحده و تد کندی سناتور سابق ایالات متحده است.